# Петрова, Юлия Ивановна
Петро́ва Ю́лия Ива́новна (10 мая 1931, Верхнее Качеево, Алькеевский район, Татарская АССР, СССР — 3 июня 2019, Чебоксары, Россия) — советский передовик производства, ткачиха. Герой Социалистического Труда (1966).

## Биография
После окончания семилетней школы в 1947 году поступила на Чебоксарскую ткацкую фабрику ученицей и вскоре ткала самостоятельно наравне со своей наставницей.
В 1947—1992 гг. работала на ткацкой фабрике Чебоксарского хлопчатобумажного комбината.
В числе первых перешла на обслуживание 36 автоматических ткацких станков, перевыполняла задания по выпуску продукции.
Указом Президиума Верховного Совета СССР от 9 июня 1966 за заслуги в выполнении заданий семилетнего плана и достижение высоких технико-экономических показателей по производству качественных тканей ей присвоено звание Героя Социалистического Труда с вручением ордена Ленина и золотой медали «Серп и Молот».
С 1992 года – на пенсии.
Скончалась 3 июня 2019 года в Чебоксарах.

## Награды
- Герой Социалистического Труда (9.06.1966) — за заслуги в выполнении заданий семилетнего плана и достижение высоких технико-экономических показателей по производству качественных тканей
- Орден Ленина (9.06.1966)
- Орден Трудового Красного Знамени (20.02.1974)
- Заслуженный работник текстильной и лёгкой промышленности РСФСР (1982)
- Заслуженный работник промышленности Чувашской АССР (1976)
- Занесена в Почётную Книгу Трудовой Славы и Героизма Чувашской АССР (1967)
- другие медали